# John Langley
John Arthur „Art” Langley (Melrose, Massachusetts, 1896. június 25. – Eustis, Florida, 1967. március 5.)  olimpiai ezüstérmes amerikai jégkorongozó.
Az 1924. évi téli olimpiai játékokon részt vett az amerikai férfi jégkorong-válogatottal a jégkorongtornán. A csoportkörből óriási fölénnyel, kapott gól nélkül jutottak tovább a négyes döntőbe, ahol csak a kanadai válogatott tudta őket legyőzni, így ezüstérmesek lettek. A Melrose Athletic Clubból került a válogatottba. Csak egy mérkőzésen játszott, a svéd csapat ellen. Gólt nem ütött.